# Zygmunt Banek
Zygmunt Stefan Banek (ur. 21 sierpnia 1892 w Lisiej Górze, zm. 28 marca 1974 w Krakowie) − polski księgarz i wydawca, pracownik wydawnictwa Gebethner i Wolff, po II wojnie światowej założyciel i kierownik Krakowskiego Towarzystwa Wydawniczego.
Rodzicami Zygmunta Stefana byli Antoni Banek i Maria z Wolińskich. W 1914 roku ukończył Akademię Handlową w Krakowie. Od 1921 roku pracował jako księgowy w krakowskim Związku Ekonomistów Spółdzielni Rolniczych, trzy lata później został także zatrudniony na niepełnym etacie w dziale księgowości miejscowej księgarni wydawnictwa Gebethner i Wolff. Od 1932 roku był pełnoetatowym pracownikiem firmy, w roku następnym przeniósł się do warszawskiej centrali. Do wybuchu II wojny światowej pracował jako inspektor księgarń filialnych, podczas okupacji był prokurentem wydawnictwa. Uczestniczył także w akcjach ratowania polskich książek i kolportowaniu publikacji konspiracyjnych.
Po wyzwoleniu otworzył księgarnię i antykwariat przy ulicy Sławkowskiej 8 w Warszawie. W 1946 roku powrócił do Krakowa, gdzie założył Krakowskie Towarzystwo Wydawnicze Zygmunt Banek i Sp., którym kierował do likwidacji w 1951 roku. W tym czasie wykupił od spadkobierców firmy wydawniczej Zygmunta Jelenia z Tarnowa prawa do serii Biblioteka Krytyczna Arcydzieł Literatury Polskiej i Obcej oraz opublikował w niej 34 tomy. Od 1953 roku do przejścia na emeryturę pięć lat później pracował w Wydawnictwie Literackim. Był aktywnym członkiem zarządu miejscowego koła Związku Księgarzy Polskich.